# Benelli QuattronoveX
Il Benelli QuattronoveX (abbreviato in 49X) è uno scooter prodotto dalla casa motociclistica italiana Benelli dal 2008 al 2015.

## Storia
Il 49X è uno scooter 50 a ruote basse rivolto al pubblico giovanile. È stato presentato nel 2008 e segna il ritorno della casa di Pesaro bel segmento dei cinquantini sportivi a cinque anni di distanza dall'uscita di scena del Benelli 491. Fa parte della famiglia di scooter “X” che comprende anche i modelli X125 e X150 che saranno introdotti sul mercato nel 2011.
Progettato e disegnato presso il centro R&D di Pesaro, la produzione avviene nello stabilimento cinese della Qianjiang Group (proprietaria della Benelli) di Wenling.
Esteticamente possiede un design ispirato alle motociclette del marchio con i fanali e le frecce simili a quelle delle Tornado Tre e TNT, il serbatoio è posizionato sul tunnel centrale con il tappo cromato, il proiettore posteriore possiede indicatori di direzione e a LED.
Il telaio è di tipo a culla in tubi d'acciaio con sospensione anteriore a forcellone e sospensione posteriore a motore oscillante con ammortizzatore idraulico regolabile nel precarico su 5 posizioni. Il vano sottosella ospita un casco integrale.
Il motore è di 49,2 cm³ monocilindrico a 2 tempi, raffreddato ad aria che eroga 2,7 cavalli a 7000 giri/min e 3,7 Nm di coppia a 5000 giri/min e dotato di carburatore gestito elettronicamente. Il motore è omologato Euro 2.
L’impianto frenante è composto da disco anteriore da 190 mm a margherita e tamburo posteriore da 110 mm.
Viene proposto in due versioni: On Road con gomme da 120/70 R12 all'anteriore e 130/70 R10 al posteriore, e la Off Road con gomme tassellate 120/90 R12 anteriore e 130/90 R10 posteriore.
Nel novembre 2010, ad EICMA, la Benelli presenta i modelli X125 e X150 basati sullo stesso telaio e sulla stessa estetica del 49X ma con motori da 125 e 150 cm³ quattro tempi. 
Oltre ai modelli con cubatura maggiore viene presentato anche il restyling del QuattronoveX dove viene introdotta la nuova strumentazione digitale e il nuovo freno a disco posteriore da 180 mm. Il motore viene riomologato Euro 3.
Esce di produzione nel 2015 in seguito all’abbandono da parte del marchio del segmento scooter.